# Amel Džuzdanović
Amel Džuzdanović, slovenski nogometaš, * 26. avgust 1994.
Džuzdanović je nekdanji profesionalni nogometaš, ki je igral na položaju vezista. V svoji karieri je igral za slovenske klube Gorico, Brda in Primorje. Skupno je v prvi slovenski ligi odigral 74 tekem in dosegel osem golov za Gorico, s katero je osvojil slovenski pokal leta 2014. V drugi slovenski ligi je odigral 57 tekem in dosegel 11 golov. Bil je tudi član slovenske reprezentance do 19 in 21 let.